# Eben Ezer, Arriaga
Eben Ezer är en ort i Mexiko.   Den ligger i kommunen Arriaga och delstaten Chiapas, i den sydöstra delen av landet, 700 km sydost om huvudstaden Mexico City. Eben Ezer ligger 75 meter över havet och antalet invånare är 112.
Terrängen runt Eben Ezer är kuperad åt nordost, men åt sydväst är den platt. Runt Eben Ezer är det ganska glesbefolkat, med 50 invånare per kvadratkilometer. Närmaste större samhälle är Tonalá, 15,9 km sydost om Eben Ezer. I omgivningarna runt Eben Ezer växer huvudsakligen savannskog.